# Strophengedicht des Nabonid
Das Strophengedicht des Nabonid (auch verse account, Schmähgedicht) ist ein zuerst von Sydney Smith 1924 veröffentlichter Keilschrifttext, der ein gegen den letzten  König des neubabylonischen Reichs Nabonid gerichtetes Pamphlet darstellt. Er wurde nach 539 v. Chr. von der Marduk-Priesterschaft im Zusammenhang mit dem Sturz Nabonids verfasst. In dieser Inschrift wird dem Babylonierkönig Wahnsinn, Gotteslästerung und Vernachlässigung der Kulte vorgeworfen. Es war in den Augen der Priesterschaft deshalb nur eine Frage der Zeit, bis Marduks Rache Nabonid trifft. Die Erhebung von Sin zum Hauptgott wird auf die Geisteskrankheit des Nabonid zurückgeführt, die ihn auch zum Aufenthalt in der Oase Temâ veranlasste.